# Élections fédérales suisses de 2007
Les élections fédérales suisses de 2007 ont lieu le 21 octobre 2007. Elles permettent le renouvellement des 200 membres qui composent le Conseil national (CN) et des 43 à 46 membres du Conseil des États (CE), élus le 24 octobre 2003, pour la 48e législature de quatre ans (2007-2011).
Le 12 décembre 2007, le parlement nouvellement élu désigne le nouveau Conseil fédéral pour un mandat de quatre ans. Pour la quatrième fois depuis l'instauration du système fédéral en 1848, un membre du gouvernement, Christoph Blocher, n'est pas réélu.

## Contexte

### Positionnement des partis
Parmi les principaux partis politiques suisses, l'Union démocratique du centre (UDC), le Parti socialiste (PSS) et le Parti radical-démocratique (PRD) comptent deux sièges au Conseil fédéral et le Parti démocrate-chrétien (PDC) un seul. Au cours des élections 2007, l'UDC tentera de consolider sa position de premier parti national, qui lui est contestée par le PSS, alors que le PRD et le PDC tenteront de freiner leur déclin respectif. Par ailleurs, les Verts espèrent gagner suffisamment de voix pour pouvoir prétendre à un siège au Conseil fédéral, hypothèse approuvée par 54 % des sondés en septembre 2006.

### Heurts à Berne du 6 octobre 2007
Dans l'après-midi du 6 octobre 2007 à Berne, une confrontation oppose environ 10 000 militants de l'UDC à environ 500 casseurs, qualifiés de black blocs respectivement d'autonomistes et d'extrême gauche.
Les militants UDC démarrent vers 13 h 20 leur cortège planifié de la fosse aux ours (à l'est de Berne) vers la place fédérale, qui doit passer par l'artère principale de la vieille ville (la Gerechtigkeitsgasse), pour poursuivre par Zytglogge et Bärenplatz. Les casseurs se rassemblent quant à eux de l'autre côté du Nydeggbrücke (qui relie la fosse aux ours à la vieille ville), mais sont dispersés par la police à coups de gaz lacrymogène. Une manifestation parallèle des milieux alternatifs se déroule à la Münstergasse, parallèle à la Gerechtigkeitsgasse, mais plus au sud, toujours dans la vieille ville. Alors que la police bernoise tente de maîtriser le flux des autonomistes et de la manifestation parallèle, certains autonomistes échappent au contrôle des forces de l'ordre et arrivent à la place Fédérale, où ils cassent les stands de l'UDC préparés en l'attente des autres militants agrariens,. Après avoir reçu nouvelle du saccage des stands, l'UDC renonce à poursuivre le cortège jusqu'à la place Fédérale, pour tenir leurs discours à la fosse aux ours. Dans la foulée, Christoph Blocher (conseiller fédéral) et Ueli Maurer (président de l'UDC) décident d'organiser une conférence de presse improvisée, en « revêtant le masque de l'indignation » pour dénoncer le fait que le plus grand parti de Suisse ne puisse défiler en ville de Berne.
Les heurts se soldent par 42 arrestations provisoires, 21 blessés dont 18 policiers, selon Blick. Le journal parle même de « honte » pour la police bernoise. Le New York Times en fait sa une le 9 octobre, en titrant « Immagration, Black Sheep et Swiss Rage » (immigration, moutons noirs et rage suisse), les moutons noirs faisant référence à une affiche utilisée par l'UDC lors de la campagne sur l'initiative sur le renvoi des criminels étrangers ; plusieurs médias étrangers, dont The Guardian (« La Suisse titube » en titre) et la Süddeutsche Zeitung.
Blocher affirme quelques jours plus tard que ces heurts ont été un électrochoc salvateur.

### Législature 2003-2007
| Partis | Partis                                | Sigles      | Tendances politiques                  | Sièges au CN | Sièges au CE |
| ------ | ------------------------------------- | ----------- | ------------------------------------- | ------------ | ------------ |
|        | Union démocratique du centre          | UDC         | conservateur/libéral/souverainiste    | 55           | 8            |
|        | Parti socialiste                      | PSS         | social-démocrate                      | 52           | 9            |
|        | Parti radical-démocratique            | PRD         | radical/libéral                       | 36           | 14           |
|        | Parti démocrate-chrétien              | PDC         | démocrate chrétien/centre droit       | 28           | 15           |
|        | Parti écologiste                      | PES         | écologiste                            | 11           | -            |
|        | Parti libéral                         | PLS         | libéral/conservateur                  | 4            | -            |
|        | Parti évangélique                     | PEV         | chrétien/centre gauche                | 3            | -            |
|        | Parti du Travail                      | PST/POP/PdT | extrême gauche                        | 2            | -            |
|        | Union démocratique fédérale           | UDF         | chrétien/conservateur                 | 2            | -            |
|        | Alliance verte et sociale bernoise    | AVeS        | écologiste                            | 1            | -            |
|        | Alliance de gauche - (SolidaritéS)    | AdG-Sol     | extrême gauche                        | 1            | -            |
|        | Alternative socialiste verte zougoise | SGA         | écologiste                            | 1            | -            |
|        | Démocrates suisses                    | DS          | extrême droite/nationaliste/populiste | 1            | -            |
|        | Ligue des Tessinois                   | Lega        | régionaliste/populiste                | 1            | -            |
|        | Parti chrétien-social                 | PCS         | christianisme social/centre gauche    | 1            | -            |
|        | Parti écologiste-libéral zurichois    | GLPZ        | écologiste/social-libéral             | 1            | -            |

Au cours de la législature sortante, c'est le PDC qui obtient le plus haut taux de réussite. Dans 93 % des votes nominatifs, plus de la moitié des membres du groupe se retrouve dans le camp de la majorité. Viennent ensuite le PRD avec 87 %, l'UDC avec 70 %, le PSS avec 69 % et les Verts avec 63 %. Par ailleurs, au niveau de la cohésion du groupe, ce sont les Verts qui arrivent en tête avec 89 % de ses membres votant, en règle générale, de façon similaire. Viennent ensuite le PSS avec 88 %, le PRD et l'UDC avec 77 % et le PDC avec 73 %.
Le ranking des membres du Conseil national a identifié les présidents des groupes PRD et UDC, Felix Gutzwiller et Caspar Baader, comme les conseillers nationaux les plus influents. Ils sont suivis par Jacqueline Fehr (PSS) et Christine Egerszegi-Obrist (PRD). Au Conseil des États, c'est le Saint-Gallois Eugen David (PDC) qui est considéré comme le membre le plus influent. Comme en 2003, c'est la socialiste Simonetta Sommaruga qui est considérée comme la parlementaire la plus crédible par les électeurs.

## Mode d'élection
- Conditions pour être électeur : Il faut avoir 18 ans révolus, être citoyen suisse et ne pas souffrir de maladies mentales.
- Conditions pour être élu : Il faut posséder le droit de vote.
- Incompatibilités : Ne peuvent se présenter les conseillers fédéraux, les juges fédéraux, les fonctionnaires de l'administration fédérale et les ministres du culte.
- Conditions de présentation :
  - présentation par les partis politiques ou groupements d'électeurs
  - appui de 100 électeurs pour chaque liste dans les cantons ayant de 2 à 10 sièges, de 200 dans les cantons représentés par 11 à 20 conseillers et de 400 dans les cantons disposant de plus de 20 sièges

L'électeur peut voter pour une liste sans la modifier ou la retoucher en biffant des noms ou en répétant certains des noms qui y figurent. Il peut par ailleurs « panacher » une liste de parti en y insérant les noms de candidats d'autres partis ou établir sa propre liste sur un bulletin vierge en choisissant des noms de différentes listes.

### Au Conseil national
- Loi électorale : 17 décembre 1976[10]
- Circonscriptions : 26 circonscriptions électorales plurinominales ou uninominales correspondant aux 20 cantons et 6 demi-cantons (nombre de sièges attribué à chacune est fonction de sa population)
- Mode de scrutin :
  - scrutin proportionnel dans les circonscriptions plurinominales avec une répartition des sièges selon le quotient Hagenbach-Bischoff puis à la plus forte moyenne
  - scrutin uninominal majoritaire simple dans les 5 circonscriptions qui n'élisent qu'un seul conseiller national (2 cantons et 3 demi-cantons)

### Au Conseil des États
- Loi électorale : 1er janvier 1900
- Circonscriptions : 20 circonscriptions plurinominales représentant les cantons (2 sièges) et 6 circonscriptions uninominales représentant les demi-cantons
- Mode de scrutin : scrutin direct majoritaire simple mais ces élections sont régies par le droit cantonal
- Incompatibilités : Ne peuvent se présenter les conseillers fédéraux, les juges fédéraux, les fonctionnaires de l'administration fédérale et les ministres du culte.

Deux cantons ont déjà procédé au renouvellement de leurs conseillers aux États. À Zoug, Peter Bieri (PDC) et Rolf Schweiger (PRD) sont tous deux réélus le 29 octobre 2006. À Appenzell Rhodes-Intérieures, Ivo Bischofberger (PDC) est élu lors de la Landsgemeinde tenue dans le canton le 29 avril 2007. Il remplace son collègue de parti Carlo Schmid-Sutter qui quitte le parlement après 27 ans.

## Partis enregistrés
- Démocrates suisses
- Écologie Libérale
- Parti chrétien-social
- Parti démocrate-chrétien
- Parti écologiste suisse
- Parti évangélique suisse
- Parti libéral suisse
- Parti radical-démocratique
- Parti socialiste suisse
- Parti suisse du Travail
- Union démocratique du centre
- Union démocratique fédérale

## Sortants

### Conseil national
| Conseiller national                  | Canton        | Début de mandat |
| ------------------------------------ | ------------- | --------------- |
| Adriano Imfeld (PDC)                 | Obwald        | 2001            |
| Walter Jermann (PDC)                 | Bâle-Campagne | 2003            |
| Pierre Kohler (PDC)                  | Jura          | 2003            |
| Kathy Riklin (PDC)                   | Zurich        | 1999            |
| Jacques-Simon Eggly (PLS)            | Genève        | 1983            |
| Serge Beck (PLV)                     | Vaud          | 1998            |
| Jean-Paul Glasson (PRD)              | Fribourg      | 1999            |
| Yves Guisan (PRD)                    | Vaud          | 1995            |
| Rolf Hegetschweiler (PRD)            | Zurich        | 1991            |
| Didier Burkhalter (PRD)              | Neuchâtel     | 2003            |
| Charles Favre (PRD)                  | Vaud          | 1999            |
| Christine Egerszegi-Obrist (PRD)     | Argovie       | 1995            |
| Felix Gutzwiller (PRD)               | Zurich        | 1999            |
| Anne-Catherine Menétrey-Savary (PES) | Vaud          | 1999            |
| Franziska Teuscher (Alliance verte)  | Berne         | 1995            |
| Geri Müller (PES)                    | Argovie       | 2003            |
| Luc Recordon (PES)                   | Vaud          | 2003            |
| Daniel Vischer (PES)                 | Zurich        | 2003            |
| Marlyse Dormond-Béguelin (PSS)       | Vaud          | 1999            |
| Paul Günter (PSS)                    | Berne         | 1995            |
| Remo Gysin (PSS)                     | Bâle-Ville    | 1995            |
| Barbara Haering (PSS)                | Zurich        | 1990            |
| Ruth-Gaby Vermot-Mangold (PSS)       | Berne         | 1995            |
| Peter Vollmer (PSS)                  | Berne         | 1989            |
| Pascale Bruderer (PSS)               | Argovie       | 2002            |
| Chantal Galladé (PSS)                | Zurich        | 2003            |
| Claude Janiak (PSS)                  | Bâle-Campagne | 1999            |
| Liliane Maury-Pasquier (PSS)         | Genève        | 1995            |
| Géraldine Savary (PSS)               | Vaud          | 2003            |
| Jean Fattebert (UDC)                 | Vaud          | 1999            |
| Robert Keller (UDC)                  | Zurich        | 1999            |
| Otto Laubacher (UDC)                 | Lucerne       | 1999            |
| Fritz Abraham Oehrli (UDC)           | Berne         | 1995            |
| Walter Schmied (UDC)                 | Berne         | 1991            |
| Hermann Weyeneth (UDC)               | Zurich        | 1994            |
| Ueli Maurer (UDC)                    | Zurich        | 1991            |
| Guy Parmelin (UDC)                   | Vaud          | 2003            |
| Jean-François Rime (UDC)             | Fribourg      | 2003            |
| Ruedi Aeschbacher (PEV)              | Zurich        | 1999            |
| Heiner Studer (PEV)                  | Argovie       | 1999            |
| Sources : Parlement suisse,          |               |                 |

### Conseil des États
| Conseiller aux États          | Canton                       | Début de mandat |
| ----------------------------- | ---------------------------- | --------------- |
| Simon Epiney (PDC)            | Valais                       | 1999            |
| Rolf Escher (PDC)             | Valais                       | 1999            |
| Carlo Schmid-Sutter (PDC)     | Appenzell Rhodes-Intérieures | 1980            |
| Marianne Slongo (PDC)         | Nidwald                      | 1999            |
| Franz Wicki (PDC)             | Lucerne                      | 1995            |
| Hans Fünfschilling (PRD)      | Bâle-Campagne                | 1999            |
| Trix Heberlein (PRD)          | Zurich                       | 2003            |
| Christiane Langenberger (PRD) | Vaud                         | 1999            |
| Thomas Pfisterer (PRD)        | Argovie                      | 1999            |
| Françoise Saudan (PRD)        | Genève                       | 1995            |
| Michel Béguelin (PSS)         | Vaud                         | 1999            |
| Christiane Brunner (PSS)      | Genève                       | 1995            |
| Pierre-Alain Gentil (PSS)     | Jura                         | 1995            |
| Hans Hofmann (UDC)            | Zurich                       | 1998            |
| Hans Lauri (UDC)              | Berne                        | 2001            |
| Sources : Parlement suisse    |                              |                 |

## Campagne
Les divers baromètres électoraux permettent de distinguer les thèmes déterminants pour le vote de la population suisse.
Les six mois précédant l'élection sont dominés alternativement par les thèmes de l'environnement et de la place des étrangers. Au cours de la même période, les questions relatives à la sécurité sociale et aux assurances sociales ainsi qu'au chômage et à la situation économique font également partie des thèmes les plus importants. Viennent ensuite les questions du droit d'asile et des réfugiés, de la politique familiale, de la politique de santé, des primes de l'assurance maladie, du rapport à l'Union européenne et des finances publiques.

## Résultats
Les résultats des élections fédérales sont annoncés le 21 octobre 2007 avec les premières estimations nationales fournies à 19h00 puis affinées à 21h00. Les résultats finaux, officiels et provisoires sont disponibles vers 02h00 du matin. Les premières analyses électorales sur la base de sondages sont rendues publiques le 22 octobre.
Concernant les élections au Conseil des États, dans les cas où les candidats n'atteignent pas la majorité absolue, un second tour de scrutin sera organisé d'ici au 25 novembre. Ce n'est qu'à ce moment-là que la répartition définitive du nouveau parlement sera établie.

### Groupes parlementaires
| Groupe                       | Sigle | Répartition           | Total | CN | CE |
| ---------------------------- | ----- | --------------------- | ----- | -- | -- |
| Union démocratique du centre | V     | 66 UDC, 1 Lega, 1 UDF | 68    | 61 | 7  |
| Socialiste                   | S     | 49 PS                 | 49    | 41 | 8  |
| Libéral-radical              | RL    | 47 PLR                | 47    | 35 | 12 |
| PDC/PEV/PVL                  | CEg   | 44 PDC, 2 PEV, 5 PVL  | 51    | 35 | 16 |
| Verts                        | G     | 22 PES, 1 PCS, 1 LG   | 24    | 22 | 2  |
| PBD                          | BD    | 6 BDP                 | 6     | 5  | 1  |
| Non inscrit                  |       | 1                     | 1     | 1  | 0  |

### Conseil national

#### Au niveau fédéral
|                        |                              |                        |           |       |      |        |               |  |  |  |  |  |  |  |
| Parti                  | Parti                        | Sigles                 | Voix      | %     | +/-  | Sièges | +/-           |  |  |  |  |  |  |  |
|                        | Union démocratique du centre | UDC                    | 666 318   | 28,59 | 1,91 | 62     | 7             |  |  |  |  |  |  |  |
|                        | Parti socialiste             | PS                     | 450 116   | 19,32 | 4,01 | 43     | 9             |  |  |  |  |  |  |  |
|                        | Parti radical-démocratique   | PRD                    | 361 103   | 15,50 | 1,84 | 31     | 5             |  |  |  |  |  |  |  |
|                        | Parti démocrate-chrétien     | PDC                    | 332 920   | 14,29 | 0,06 | 31     | 3             |  |  |  |  |  |  |  |
|                        | Les Verts                    | PES                    | 220 785   | 9,47  | 2,04 | 20     | 7             |  |  |  |  |  |  |  |
|                        | Parti évangélique            | PEV                    | 56 361    | 2,42  | 0,14 | 2      | 1             |  |  |  |  |  |  |  |
|                        | Vert'libéraux                | PVL                    | 49 314    | 2,12  | Nv.  | 3      | 3             |  |  |  |  |  |  |  |
|                        | Parti libéral                | PLS                    | 42 356    | 1,82  | 0,36 | 4      | en stagnation |  |  |  |  |  |  |  |
|                        | Union démocratique fédérale  | UDF                    | 29 548    | 1,27  | 0,01 | 1      | 1             |  |  |  |  |  |  |  |
|                        | Parti suisse du travail      | PST                    | 16 649    | 0,71  | 0,02 | 1      | 1             |  |  |  |  |  |  |  |
|                        | Ligue des Tessinois          | Lega                   | 13 031    | 0,56  | 0,21 | 1      | en stagnation |  |  |  |  |  |  |  |
|                        | Démocrates suisses           | DS                     | 12 609    | 0,54  | 0,42 | 0      | 1             |  |  |  |  |  |  |  |
|                        | Parti chrétien-social        | PCS                    | 9 985     | 0,43  | 0,07 | 1      | en stagnation |  |  |  |  |  |  |  |
|                        | Autres                       | Autres                 | 69 288    | 2,97  | –    | 0      | –             |  |  |  |  |  |  |  |
|                        |                              |                        |           |       |      |        |               |  |  |  |  |  |  |  |
| Suffrages exprimés     | Suffrages exprimés           | Suffrages exprimés     | 2 330 383 | 98,20 |      |        |               |  |  |  |  |  |  |  |
| Votes nuls             | Votes nuls                   | Votes nuls             | 42 688    | 1,80  |      |        |               |  |  |  |  |  |  |  |
| Total                  | Total                        | Total                  | 2 373 071 | 100   | –    | 200    | en stagnation |  |  |  |  |  |  |  |
| Abstention             | Abstention                   | Abstention             | 2 542 492 | 51,72 |      |        |               |  |  |  |  |  |  |  |
| Inscrits/Participation | Inscrits/Participation       | Inscrits/Participation | 4 915 563 | 48,28 |      |        |               |  |  |  |  |  |  |  |

#### Dans les cantons
| Canton | Total | UDC  | UDC  | PSS  | PSS  | PRD  | PRD  | PDC  | PDC  | PES | PES  | PLS | PLS  | PEV | PEV  | GLP | GLP  | UDF | UDF | PdT/Sol. | PdT/Sol. | PCS | PCS | Lega | Lega | DS  | DS   |
| --- | ----- | ---- | ---- | ---- | ---- | ---- | ---- | ---- | ---- | --- | ---- | --- | ---- | --- | ---- | --- | ---- | --- | --- | -------- | -------- | --- | --- | ---- | ---- | --- | ---- |
| Argovie | 15    | 6    |      | 3    |      | 2    |      | 3    | +1   | 1   |      |     |      | 0   | -1   |     |      |     |     |          |          |     |     |      |      |     |      |
| Appenzell Rhodes-Extérieures | 1     |      |      |      |      | 1    |      |      |      |     |      |     |      |     |      |     |      |     |     |          |          |     |     |      |      |     |      |
| Appenzell Rhodes-Intérieures | 1     |      |      |      |      |      |      | 1    |      |     |      |     |      |     |      |     |      |     |     |          |          |     |     |      |      |     |      |
| Bâle-Campagne | 7     | 2    |      | 2    |      | 1    |      | 1    |      | 1   |      |     |      |     |      |     |      |     |     |          |          |     |     |      |      |     |      |
| Bâle-Ville | 5     | 1    |      | 2    | -1   | 1    |      |      |      | 1   | +1   |     |      |     |      |     |      |     |     |          |          |     |     |      |      |     |      |
| Berne | 26    | 10   | +2   | 6    | -2   | 4    |      | 1    |      | 3   | +1   |     |      | 1   |      |     |      | 1   |     |          |          |     |     |      |      | 0   | -1   |
| Fribourg | 7     | 1    |      | 2    |      | 1    |      | 2    |      |     |      |     |      |     |      |     |      |     |     |          |          | 1   |     |      |      |     |      |
| Genève | 11    | 2    |      | 3    |      | 1    |      | 1    |      | 2   | +1   | 2   |      |     |      |     |      |     |     | 0        | -1       |     |     |      |      |     |      |
| Glaris | 1     |      |      | 1    |      |      |      |      |      |     |      |     |      |     |      |     |      |     |     |          |          |     |     |      |      |     |      |
| Grisons | 5     | 2    |      | 1    |      | 1    |      | 1    |      |     |      |     |      |     |      |     |      |     |     |          |          |     |     |      |      |     |      |
| Jura | 2     | 1    | +1   | 1    |      |      |      | 0    | -1   |     |      |     |      |     |      |     |      |     |     |          |          |     |     |      |      |     |      |
| Lucerne | 10    | 3    |      | 1    |      | 2    |      | 3    |      | 1   |      |     |      |     |      |     |      |     |     |          |          |     |     |      |      |     |      |
| Neuchâtel | 5     | 1    |      | 1    | -1   | 1    |      |      |      | 1   |      | 1   | +1   |     |      |     |      |     |     |          |          |     |     |      |      |     |      |
| Nidwald | 1     |      |      |      |      | 1    |      |      |      |     |      |     |      |     |      |     |      |     |     |          |          |     |     |      |      |     |      |
| Obwald | 1     | 1    | +1   |      |      |      |      | 0    | -1   |     |      |     |      |     |      |     |      |     |     |          |          |     |     |      |      |     |      |
| Schaffhouse | 2     | 1    | +1   | 1    |      | 0    | -1   |      |      |     |      |     |      |     |      |     |      |     |     |          |          |     |     |      |      |     |      |
| Schwyz | 4     | 2    |      | 1    |      |      |      | 1    |      |     |      |     |      |     |      |     |      |     |     |          |          |     |     |      |      |     |      |
| Soleure | 7     | 2    |      | 1    | -1   | 1    | -1   | 2    | +1   | 1   | +1   |     |      |     |      |     |      |     |     |          |          |     |     |      |      |     |      |
| Saint-Gall | 12    | 5    | +1   | 2    |      | 1    | -1   | 3    |      | 1   |      |     |      |     |      |     |      |     |     |          |          |     |     |      |      |     |      |
| Tessin | 8     |      |      | 2    |      | 3    |      | 2    |      |     |      |     |      |     |      |     |      |     |     |          |          |     |     | 1    |      |     |      |
| Thurgovie | 6     | 3    |      | 1    |      | 1    |      | 1    |      |     |      |     |      |     |      |     |      |     |     |          |          |     |     |      |      |     |      |
| Uri | 1     |      |      |      |      | 1    |      |      |      |     |      |     |      |     |      |     |      |     |     |          |          |     |     |      |      |     |      |
| Vaud | 17    | 5    | +1   | 4    |      | 3    | -1   | 1    | +1   | 3   | +1   | 1   | -1   |     |      |     |      |     |     | 1        | -1       |     |     |      |      |     |      |
| Valais | 7     | 1    |      | 1    | -1   | 1    |      | 4    | +1   |     |      |     |      |     |      |     |      |     |     |          |          |     |     |      |      |     |      |
| Zoug | 3     | 1    |      |      |      |      |      | 1    |      | 1   |      |     |      |     |      |     |      |     |     |          |          |     |     |      |      |     |      |
| Zurich | 34    | 12   |      | 7    | -3   | 4    | -1   | 3    | +1   | 4   | +1   |     |      | 1   |      | 3   | +2   | 0   | -1  |          |          |     |     |      |      |     |      |
| Suisse | 200   | 62   | +7   | 43   | -9   | 31   | -5   | 31   | +3   | 20  | +6   | 4   | ±0   | 2   | -1   | 3   | +2   | 1   | -1  | 1        | -2       | 1   | ±0  | 1    | ±0   | 0   | -1   |
| Résultats en % | 100   | 29.0 | +2,3 | 19,5 | -3,8 | 15,6 | -1,5 | 14,6 | +0,2 | 9,6 | +2,2 | 1,8 | -0,4 | 2,4 | +0,1 | 1,4 | +1,4 | 1,3 | ±0  | 1,1      | -0,1     | 0,4 | ±0  | 0,5  | +0,1 | 0,5 | -0,5 |
| Sources : (fr) Résultats des élections au Conseil national (Office fédéral de la statistique) + (de) Annetta Bundi, « Couchepin muss für Wahlschlappe herhalten », Tages Anzeiger, 29 octobre 2007 |       |      |      |      |      |      |      |      |      |     |      |     |      |     |      |     |      |     |     |          |          |     |     |      |      |     |      |

Dans le détail, l'UDC détient 62 sièges au Conseil national, soit 7 mandats de plus qu'en 2003. Les Verts gagnent 7 sièges, leur faisant en tout 20 élus, le PDC 3 (31 élus). Ces hausses coïncident avec les pertes du PSS (-9 à 43) et du PRD (-5 à 31). Le parti écologiste-libéral zurichois fait son entrée à la chambre basse avec 3 sièges.
Parmi les nouveaux élus figurent le syndic de Lausanne Daniel Brélaz et l'ancien commandant de la Garde suisse Pius Segmüller. Les plus jeunes parlementaires sont Lukas Reimann (25 ans), Christian Wasserfallen (26 ans) — qui prend ainsi le siège de son défunt père Kurt Wasserfallen —, Bastien Girod (27 ans), Tiana Moser (28 ans) et Natalie Rickli (30 ans).
- Argovie : Hans Killer (UDC), Sylvia Flückiger-Bäni (UDC), Esther Wyss (PDC), Adrian Ackermann (PRD), Corina Eichenberger-Walther (PRD)
- Bâle-Campagne : Kathrin Amacker-Amann (PDC), Eric Nussbaumer (PSS)
- Bâle-Ville : Anita Lachenmeier-Thüring (PES), Peter Malama (PRD)
- Berne : Ricardo Lumengo (PSS), Christian Wasserfallen (PRD), Andreas Aebi (UDC), Andrea Geissbühler (UDC), Jean-Pierre Graber (UDC), Hans Grunder (UDC), Erich von Siebenthal (UDC), Alec von Graffenried (PES)
- Fribourg : Jacques Bourgeois (PRD)
- Genève : Antonio Hodgers (PES), Hugues Hiltpold (PRD), Yves Nidegger (UDC), Jean-Charles Rielle (PSS), Christian Lüscher (PLS)
- Grisons : Tarzisius Caviezel (PRD)
- Jura : Dominique Baettig (UDC)
- Lucerne : Yvette Estermann (UDC), Pius Segmüller (PDC)
- Neuchâtel : Sylvie Perrinjaquet (PLS), Laurent Favre (PRD)
- Obwald : Christoph von Rotz (UDC)
- Saint-Gall : Lukas Reimann (UDC), Yvonne Gilli (PES)
- Soleure : Pirmin Bischof (PDC), Brigit Wyss (PES)
- Schaffhouse : Thomas Hurter (UDC)
- Vaud : Jacques Neirynck (PDC), Daniel Brélaz (PES), Adèle Thorens Goumaz (PES), Christian van Singer (PES), Olivier Français (PRD), Alice Glauser (UDC), Jean-Pierre Grin-Hofmann (UDC), Eric Voruz (PSS), Ada Marra (PSS)
- Valais : Roberto Schmidt (PDC/PCS)
- Zurich : Marlies Bänziger (PES), Bastien Girod (PES), Daniel Jositsch (PSS), Natalie Rickli (UDC) Alfred Heer (UDC), Doris Fiala (PRD), Thomas Weibel (GLP), Tiana Angelina Moser (GLP), Barbara Schmid Federer (PDC)

Du côté des perdants figurent le Parti socialiste suisse qui perd 10 sièges pour tomber à 43 représentants. Cela se traduit par une baisse de 3,8 de ses suffrages de 2003. Par ailleurs, le Parti radical-démocratique continue sa chute avec 31 sièges (-5), arrivant ainsi à égalité avec les démocrates-chrétiens même s'il demeure légèrement plus fort en termes de suffrages. Le nouveau Conseil national se caractérise également par la disparition de la représentation parlementaire des Démocrates suisses et de SolidaritéS :
- Argovie : Hans Ulrich Mathys (UDC), Ulrich Siegrist (Forum Liberale Mitte), Heiner Studer (PEV)
- Bâle-Ville : Urs Schweizer (PRD)
- Berne : Bernhard Hess (DS), Hans Grunder (UDC), Marc F. Suter (PRD)
- Genève : Pierre Vanek (Sol), Jacques Pagan (UDC)
- Grisons : Jürg Michel (PRD)
- Lucerne : Franz Brun (PDC)
- Neuchâtel : Valérie Garbani (PSS)
- Saint-Gall : Andreas Zeller (PRD), Urs Bernhardsgrütter (PES)
- Soleure : Boris Banga (PSS), Rudolf Steiner (PRD)
- Vaud : Serge Beck (PLS)
- Valais : Jean-Noël Rey (PSS)
- Zurich : Ulrich Schlüer (UDC), Vreni Hubmann (PSS), Vreni Müller-Hemmi (PSS), Barbara Marty Kälin (PSS), Markus Wäfler (UDF)

### Conseil des États
Le premier tour permet l'élection de 34 des 46 membres de la chambre haute. Dans les cantons de Fribourg, de Lucerne, du Valais et de Zurich, le second tour de scrutin reste ouvert puisqu'un seul candidat a atteint la majorité absolue au premier tour. Dans les cantons de Neuchâtel, de Saint-Gall, du Tessin et de Vaud, aucun candidat n'a atteint la majorité absolue et un second tour est donc nécessaire pour les deux sièges cantonaux. Dans le canton de Zoug, les deux conseillers aux États ont déjà été élus en octobre 2006. Dans les cantons d'Obwald et de Nidwald, les candidats ont été élus tacitement puisqu'ils n'avaient pas d'adversaires. Enfin, dans le canton d'Appenzell Rhodes-Intérieures, le conseiller aux États a été élu lors de la Landsgemeinde du 29 avril 2007.
|       |                              |       |        |               |  |  |  |  |  |  |  |  |  |  |
| Parti | Parti                        | Sigle | Sièges | +/-           |  |  |  |  |  |  |  |  |  |  |
|       | Parti démocrate-chrétien     | PDC   | 15     | en stagnation |  |  |  |  |  |  |  |  |  |  |
|       | Parti radical-démocratique   | PRD   | 12     | 2             |  |  |  |  |  |  |  |  |  |  |
|       | Parti socialiste             | PS    | 9      | en stagnation |  |  |  |  |  |  |  |  |  |  |
|       | Union démocratique du centre | UDC   | 7      | 1             |  |  |  |  |  |  |  |  |  |  |
|       | Les Verts                    | PES   | 2      | 2             |  |  |  |  |  |  |  |  |  |  |
|       | Vert'libéraux                | PVL   | 1      | Nv.           |  |  |  |  |  |  |  |  |  |  |
|       |                              |       |        |               |  |  |  |  |  |  |  |  |  |  |
| Total | Total                        | Total | 46     | en stagnation |  |  |  |  |  |  |  |  |  |  |

Contrairement aux résultats du Conseil national, le Conseil des États connaît un glissement vers la gauche : l'UDC et le PRD perdent respectivement 2 et 2 sièges au profit des Verts (+ 2) et des Verts libéraux (+ 1). Les Verts, avec Robert Cramer dès le premier tour puis Luc Recordon au second tour, entrent pour la première fois dans la chambre haute de même que les Verts libéraux, seulement trois ans après la fondation du parti, avec l'élection de Verena Diener. À Bâle-Campagne, Claude Janiak est le premier socialiste à ravir un siège à la majorité bourgeoise en l'espace de 20 ans. Dans le canton du Jura, le seul à utiliser le système proportionnel, Madeleine Amgwerd (PDC) n'est pas réélue même si son siège est conservée par sa colistière Anne Seydoux-Christe.
| Canton                                                    | 1er siège                        | 2e siège                   | Canton      | 1er siège                | 2e siège                  |
| --------------------------------------------------------- | -------------------------------- | -------------------------- | ----------- | ------------------------ | ------------------------- |
| Argovie                                                   | Christine Egerszegi-Obrist (PRD) | Maximilian Reimann* (UDC)  | Nidwald     | Paul Niederberger (PDC)  | -                         |
| Appenzell Rhodes-Intérieures                              | Ivo Bischofberger (PDC)          | -                          | Obwald      | Hans Hess* (PRD)         | -                         |
| Appenzell Rhodes-Extérieures                              | Hans Altherr* (PRD)              | -                          | Saint-Gall  | Erika Forster* (PRD)     | Eugen David* (PDC)        |
| Bâle-Campagne                                             | Claude Janiak (PSS)              | -                          | Schaffhouse | Peter Briner* (PRD)      | Hannes Germann* (UDC)     |
| Bâle-Ville                                                | Anita Fetz* (PSS)                | -                          | Schwyz      | Alex Kuprecht* (UDC)     | Bruno Frick* (PDC)        |
| Berne                                                     | Simonetta Sommaruga* (PSS)       | Werner Luginbühl (UDC)     | Soleure     | Rolf Büttiker* (PRD)     | Ernst Leuenberger* (PSS)  |
| Fribourg                                                  | Urs Schwaller* (PDC)             | Alain Berset* (PSS)        | Tessin      | Dick Marty* (PRD)        | Filippo Lombardi* (PDC)   |
| Genève                                                    | Liliane Maury-Pasquier (PSS)     | Robert Cramer (Verts)      | Thurgovie   | Philipp Stähelin* (PDC)  | Hermann Bürgi* (UDC)      |
| Glaris                                                    | Franz Schiesser* (PRD)           | This Jenny* (UDC)          | Uri         | Hansruedi Stadler* (PDC) | Hansheiri Inderkum* (PDC) |
| Grisons                                                   | Christoffel Brändli* (UDC)       | Theo Maissen* (PDC)        | Vaud        | Géraldine Savary (PSS)   | Luc Recordon (Verts)      |
| Jura                                                      | Claude Hêche (PSS)               | Anne Seydoux-Christe (PDC) | Valais      | Jean-René Fournier (PDC) | René Imoberdorf (PDC)     |
| Lucerne                                                   | Helen Leumann-Würsch* (PRD)      | Konrad Graber (PDC)        | Zoug        | Peter Bieri* (PDC)       | Rolf Schweiger* (PRD)     |
| Neuchâtel                                                 | Didier Burkhalter (PRD)          | Gisèle Ory* (PSS)          | Zurich      | Felix Gutzwiller (PRD)   | Verena Diener (GLP)       |
| * : conseiller aux États durant la législature précédente |                                  |                            |             |                          |                           |

### Personnalités
Un certain nombre de cas personnels attirent l'attention des médias :
- Dans le canton de Berne, le président des Démocrates suisses Bernhard Hess, seul représentant de son parti au Conseil national, n'est pas réélu. Par ailleurs, le socialiste Ricardo Lumengo devient le premier parlementaire d'origine africaine à entrer au parlement fédéral.
- Dans le canton de Bâle-Campagne, le socialiste Claude Janiak remporte le siège cantonal au Conseil des États après 20 ans de domination des partis bourgeois.
- Dans le canton de Genève, les Verts obtiennent leur premier siège au Conseil des États avec l'élection de Robert Cramer.
- Dans le canton de Vaud, le popiste Josef Zisyadis ne parvient pas à être réélu. Malgré cela, il conserve son siège après la démission de Marianne Huguenin.

### Réactions et analyses
Le Tages-Anzeiger écrit que le résultat de l'élection est le pire résultat du Parti socialiste depuis la Première Guerre mondiale ; selon Georg Lutz, politologue à l'Université de Berne, cette défaite serait à attribuer au manque de leadership dans les thèmes de campagne de la part du PS, mais aussi le délaissement de la protection du climat au profit des Verts, de même qu'avoir centré la campagne sur la personne de Christoph Blocher. Cette analyse est partagée par Le Temps, qui parle de « sévère dégringolade ». Le Nouvelliste déclare le PRD aussi grand perdant de ces élections fédérales
L'UDC, malgré sa victoire dans cette élection, se montre plutôt modérée dans ses réactions, selon la Südostschweiz. Ueli Maurer, président du parti agrarien, demande toutefois un changement de personnel au Conseil fédéral, mais sans exiger un troisième siège UDC dans le collège gouvernemental. Selon 24 heures, cette victoire ne permet toutefois pas à l'UDC de dicter sa loi.
De manière plus générale, Le Temps considère que « quelque chose a définitivement changé dans la vie politique suisse », Suisse qui « décidement, ne se ressemble plus » ; cette appréciation de ce remodelage de la politique suisse est partagé par L'Agefi. Selon La Liberté, cette élection est, jusqu'à ce moment, celle qui aura suscité le plus d'intérêt de la part de la presse étrangère.

### Conséquences
Avant le scrutin, les Verts expriment leur intérêt pour une entrée au Conseil fédéral dans le cas où l'Union démocratique du centre serait écartée du gouvernement. Leur nouveau conseiller aux États Luc Recordon est donc présenté à la candidature. Bien que cette opinion corresponde à l'idée de la « petite concordance », elle ne suit pas la règle arithmétique de la formule magique. Christoph Blocher aurait pour sa part souhaité la formation d'un Conseil fédéral bourgeois (3 UDC, 2 PRD et 2 PDC). Dans le même temps, le PDC exprime son souhait de retrouver le siège qu'il a perdu en 2003 aux dépens du PRD dans le cas où ce dernier obtiendrait moins de suffrages que lui.
Au terme des élections, le président du Parti socialiste, Hans-Jürg Fehr annonce sa démission le 26 octobre de même que le président de l'UDC, Ueli Maurer, qui annonce vouloir se concentrer sur son mandat de conseiller aux États. Toutefois, ce dernier est battu au second tour par Verena Diener. La probabilité de l'exécution de ces divers scénarios dépend des alliances et de la volonté politique de changement des différents acteurs parlementaires. À ce stade, la réélection de Blocher semble très probable, ce qui repousse une éventuelle élection d'un membre des Verts au gouvernement. Dans l'un de ses premiers commentaires post-électoraux, le président de l'UDC Ueli Maurer reprend l'idée de son homologue du PRD, Fulvio Pelli, d'envisager le retrait simultané des trois plus anciens conseillers fédéraux (Moritz Leuenberger, Pascal Couchepin et Samuel Schmid) afin de permettre un renouvellement plus important du Conseil fédéral sur la base du principe de concordance. Par la suite, une partie des démocrates-chrétiens menés par Christophe Darbellay — qui évoque une possible candidature de son collègue Urs Schwaller — et le président du groupe libéral, Claude Ruey, annoncent qu'ils ne soutiendront pas une réélection de Christoph Blocher au gouvernement, notamment en raison de son style de leadership parfois considéré comme peu respectueux du principe de « concordance ».
Le 12 décembre 2007, le parlement nouvellement élu se réunit pour élire le nouveau Conseil fédéral pour un mandat de quatre ans. En temps normal, chaque conseiller fédéral qui se représente est systématiquement réélu. Jusqu'alors, seuls trois conseillers fédéraux n'ont pas été réélus, le dernier cas remontant à 2003 avec le remplacement de Ruth Metzler-Arnold (PDC) par Christoph Blocher (UDC) par 5 voix d'écart (116 contre 121 au troisième tour de scrutin). Lors de ce renouvellement, les partis s'étaient entendus afin de modifier la répartition arithmétique des sièges tout en maintenant la formule magique. La séance voit la réélection de Moritz Leuenberger, Pascal Couchepin, Samuel Schmid puis de Micheline Calmy-Rey. À la surprise générale, Christoph Blocher est distancé dès le premier tour de scrutin par sa collègue de parti, la conseillère d'État grisonne Eveline Widmer-Schlumpf, dont la candidature officieuse est présentée par la gauche. Au second tour, elle est finalement élue avec les voix de la gauche et de certains démocrates-chrétiens, radicaux et libéraux. La candidate, mise au courant la veille par un simple SMS, arrive dans l'après-midi à Berne pour s'entretenir avec le groupe UDC. Elle n'accepte finalement son élection que le lendemain matin. L'UDC, malgré ses deux représentants élus et investis devant l'Assemblée fédérale, annonce son « passage dans l'opposition ». Schmid et Widmer-Schlumpf restent donc au Conseil fédéral mais se trouvent exclus du groupe parlementaire UDC.